# Барон Лайелл

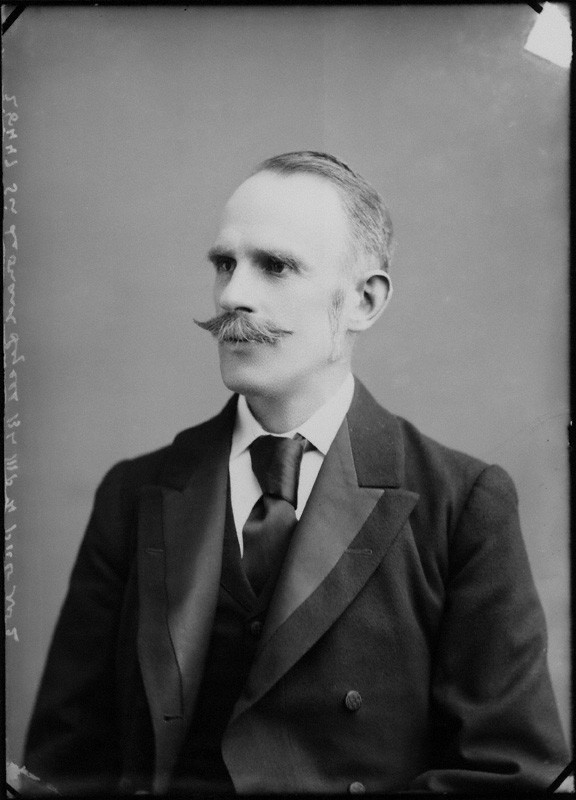
Леонард Лайелл, 1-й барон Лайелл, 1898 год

Барон Лайелл из Киннорди в графстве Форфаршир — угасший наследственный титул в системе Пэрства Соединённого королевства. Он был создан 4 июля 1914 года для шотландского либерального политика, сэра Леонарда Лайелла, 1-го баронета (1850—1926). Ранее он заседал в Палате общин от Оркни и Шетланда (1885—1900). 24 января 1894 года для него уже был создан титул баронета Лайелла из Киннорди в графстве Форфаршир. Его единственный сын, достопочтенный Чарльз Генри Лайелл (1875—1918), либеральный политик, был депутатом Палаты общин Великобритании от Восточного Дорсета (1904—1910) и Южного Эдинбурга (1910—1917), а также занимал должность помощника военного атташе Великобритании в США. Он скончался 18 октября 1918 года от пневмонии. Первому лорду Лайеллу наследовал его внук, Чарльз Энтони Лайелл, 2-й барон Лайелл (1913—1943), капитан 1-го батальона шотландских гвардейцев. Он был посмертно награждён Крестом Виктории за участие в военных действиях в Северной Африке во время Второй Мировой войны.
Титул угас 10 января 2017 года со смертью последнего носителя титула, которым являлся его сын, Чарльз Лайелл, 3-й барон Лайелл (1939 — 2017), который стал преемником своего отца в 1943 году. Лорд Лайелл являлся одним из девяноста двух избранный наследственных пэров, которые остались в Палате лордов после принятия Акта Палаты лордов 1999 года, где он сидел на консервативных скамьях.
Первый барон Лайелл был племянником геолога сэра Чарльза Лайелла (1797—1875), первого и последнего баронета из Киннорди.

## Бароны Лайелл (1914)
- 1914—1926: Леонард Лайелл, 1-й барон Лайелл (21 октября 1850 — 18 сентября 1926), старший сын подполковника Генри Лайелла (1804—1875)[1];
- 1926—1943: Капитан Чарльз Энтони Лайелл, 2-й барон Лайелл (14 июня 1913 — 27 апреля 1943), единственный сын майора достопочтенного Чарльза Генри Лайелла (1875—1918), внук предыдущего[2];
- 1943—2017: Чарльз Лайелл, 3-й барон Лайелл (род. 27 марта 1939 — 10 января 2017), единственный сын предыдущего[3].

Титул угас.